# Thập lục La hán

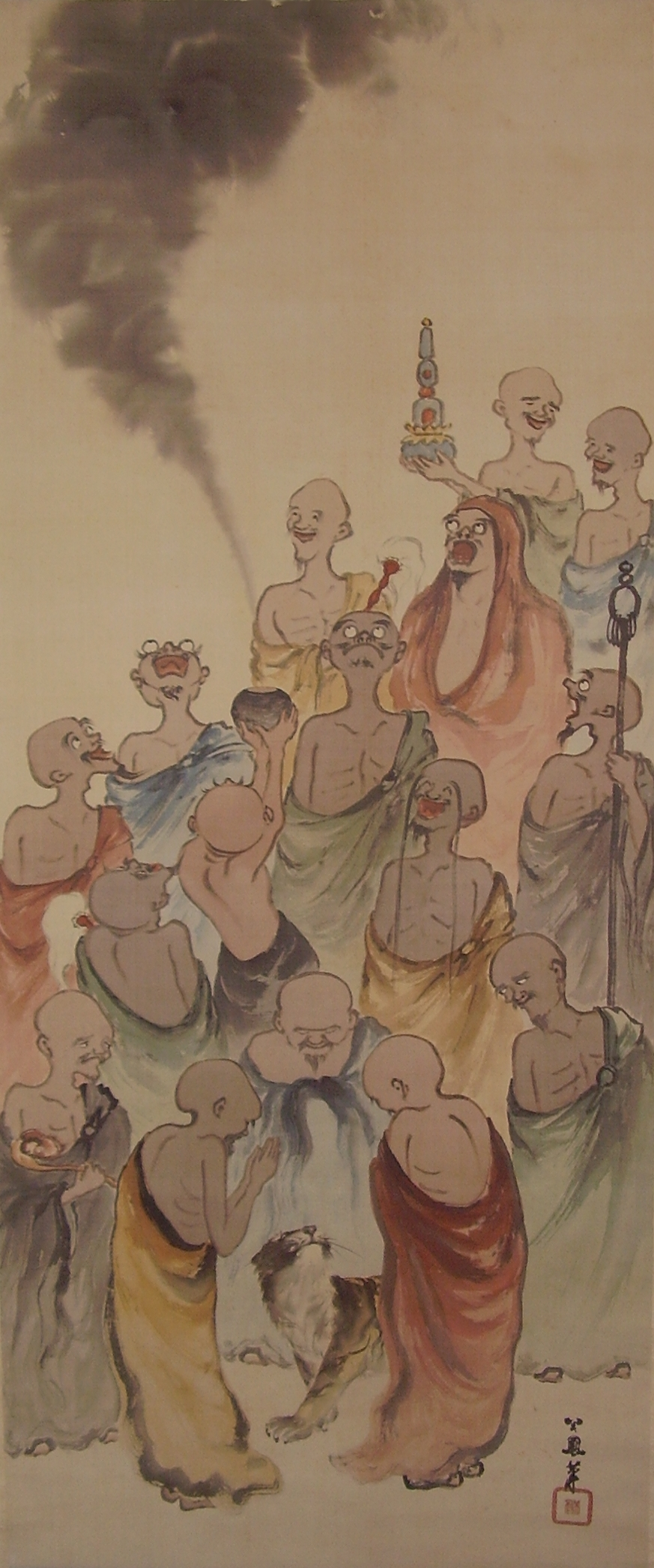
16 La hán, bức tiếu họa mô tả các La hán cùng với các pháp khí. Tranh sơn dầu Nhật Bản, cuối thế kỷ XIX - đầu thế kỷ XX

Thập lục La hán (chữ Hán: 十六羅漢, phiên âm tiếng Nhật: Juroku Rakan; Tạng ngữ: གནས་བརྟན་བཅུ་དྲུག, Neten Chudrug), còn gọi là thập lục A-la-hán (十六阿羅漢), thập lục tôn giả (十六尊者), là danh xưng về 16 tăng sĩ Ấn Độ, tương truyền là các đệ tử đắc đạo của Thích-ca Mâu-ni, xuất hiện trong giai thoại về các vị La hán trong Phật giáo. Các giai thoại này ban đầu được truyền từ Ấn Độ đến Trung Quốc, sau đó tiếp tục được truyền đến đến Tây Tạng, Nhật Bản. Ở Trung Quốc, vào khoảng thời Đường mạt đến Ngũ đại Thập quốc, giai thoại của 16 vị La hán được mở rộng thành Thập bát La hán. Tuy nhiên, ở Nhật Bản và Tây Tạng, 16 vị La hán vẫn tiếp tục được phối vị cho đến ngày nay. Tại Nhật Bản, 16 La hán đặc biệt phổ biến trong Thiền tông, nơi mà các vị La hán được xem là những ví dụ điển hình trong các công án. Ở Tây Tạng, 16 La hán, còn được gọi là 16 sthaviras ('trưởng lão'), là thành phần phối vị trong lễ hội đức Phật đản sanh sáng tác bởi vị đạo sư người Kashmir Shakyahribhadra (1127-1225). Hình ảnh của 16 vị La hán cũng xuất hiện nhiều trong nghệ thuật Tây Tạng.

## Khái lược
Danh tự của thập lục La hán được ghi nhận đầu tiên bởi đại sư người Sri Lanka Nandimitra (Hán tự phiên âm là Nan-đề Mật-đa-la, thời Đường dịch là Khánh Hữu) ghi chép lại trong sách Nandimitrāvadāna (Pháp trụ ký, 法住記) vào khoảng thế kỷ thứ II của Công Nguyên. Theo sách này, khi Phật nhập diệt, đã di chúc lại cho 16 La hán ở lại thế gian để hoằng dương Phật pháp, lợi ích chúng sanh. Sách cũng đồng thời ghi lại danh tự của 16 vị La hán này. Về sau, khi Trần Huyền Trang sang Thiên Trúc thỉnh kinh, khi về Đại Đường có dịch sách này sang Hán ngữ, từ đó danh tự của 16 vị La hán mới truyền sang Trung Quốc.
Sau khi Pháp trụ ký được dịch sang chữ Hán, Thiền sư Quán Hưu (832-912), vốn là một họa sĩ tài ba đã vẽ ra hình ảnh 16 vị A-la-hán. Tương truyền, nhân Thiền sư nằm mơ cảm ứng thấy được hình ảnh của các Ngài rồi vẽ lại. Những hình ảnh này ngày nay người ta còn tìm thấy tàng trữ nơi vách tường Thiên Phật động tại Đôn Hoàng thuộc tỉnh Cam Túc, Trung Quốc. Sau Thiền sư Quán Hưu còn có họa sĩ Pháp Nguyện, Pháp Cảnh và Tăng Diệu cũng chuyên vẽ về các vị La hán.

## Danh vị 16 vị La hán
| Tiếng Phạn         | Chữ Hán        | Phiên âm Hán Việt        | Phiên âm Nhật Bản | Tạng ngữ        | Phiên âm Tạng       |
| ------------------ | -------------- | ------------------------ | ----------------- | --------------- | ------------------- |
| Pindola Bharadvāja | 賓度羅跋囉惰闍 | Tân-đầu-lư Bạt-la-nọa-xà | Bindora Baradāja  | བྷ་ར་དྭ་ཛ་སོ་ཉོམ་ལེན | Baradadza Sonyomlen |
| Kanakavatsa        | 迦諾迦伐蹉     | Ca-nặc-ca-phạt-sa        | Kanakabassa       | གསེར་གྱི་བེའུ        | Sergyi Be'u         |
| Kanaka Bharadvāja  | 迦諾迦跋釐堕闍 | Ca-nặc-ca Bạt-ly-đọa-xà  | Kanakabarudaja    | བྷ་ར་དྭ་ཛ་་གསེར་ཅན | Baradadza Serchen   |
| Subinda/Abhedya    | 蘇頻陀         | Tô-tần-đà                | Subinda           | མི་ཕྱེད་པ          | Michepa             |
| Nakula/Vakula      | 諾距羅         | Nặc-cự-la                | Nakola            | བ་ཀུ་ལ           | Bakula              |
| Bhadra             | 跋陀羅         | Bạt-đà-la                | Badara            | བཟང་པོ           | Zangpo              |
| Kālika             | 迦哩迦         | Ca-lý-ca                 | Kalik             | དུས་ལྡན           | Duden               |
| Sāriputtra         | 伐闍羅弗多羅   | Phạt-xà-la-phất-đa-la    | Bajarabutara      | རྡོ་རྗེ་མོའི་བུ        | Dorje Mobu          |
| Jīvaka/Gopaka      | 戎博迦         | Thú-bác-ca               | Jubaka            | སྦྱེ་བྱེད་པ          | Bejepa              |
| Panthaka           | 半託迦         | Bán-thác-ca              | Hantaka           | ལམ་བསྟན          | Lamten              |
| Rāhura             | 囉怙羅         | La-hầu-la                | Ragon             | སྒྲ་གཅན་འཛིན       | Drachendzin         |
| Nāgasena           | 那伽犀那       | Na-già-tê-na             | Nagasena          | ཀླུ་སྡེ             | Lude                |
| Ańgaja             | 因掲陀         | Nhân-yết-đà              | Ingada            | ཡན་ལག་འབྱུང       | Yanlag Jung         |
| Vanavāsin          | 伐那婆斯       | Phạt-na-bà-tư            | Banabasu          | ནགས་ན་གནས       | Nagnane             |
| Ajita              | 阿氏多         | A-thị-đa                 | Ajita             | མ་ཕམ་པ          | Mapampa             |
| Cūllapanthaka      | 注荼半吒迦     | Chú-đà-bán-thác-ca       | Chudahantaka      | ལམ་ཕྲན་བསྟན       | Lamtrenten          |

## Hình tượng 16 vị La hán trong nghệ thuật

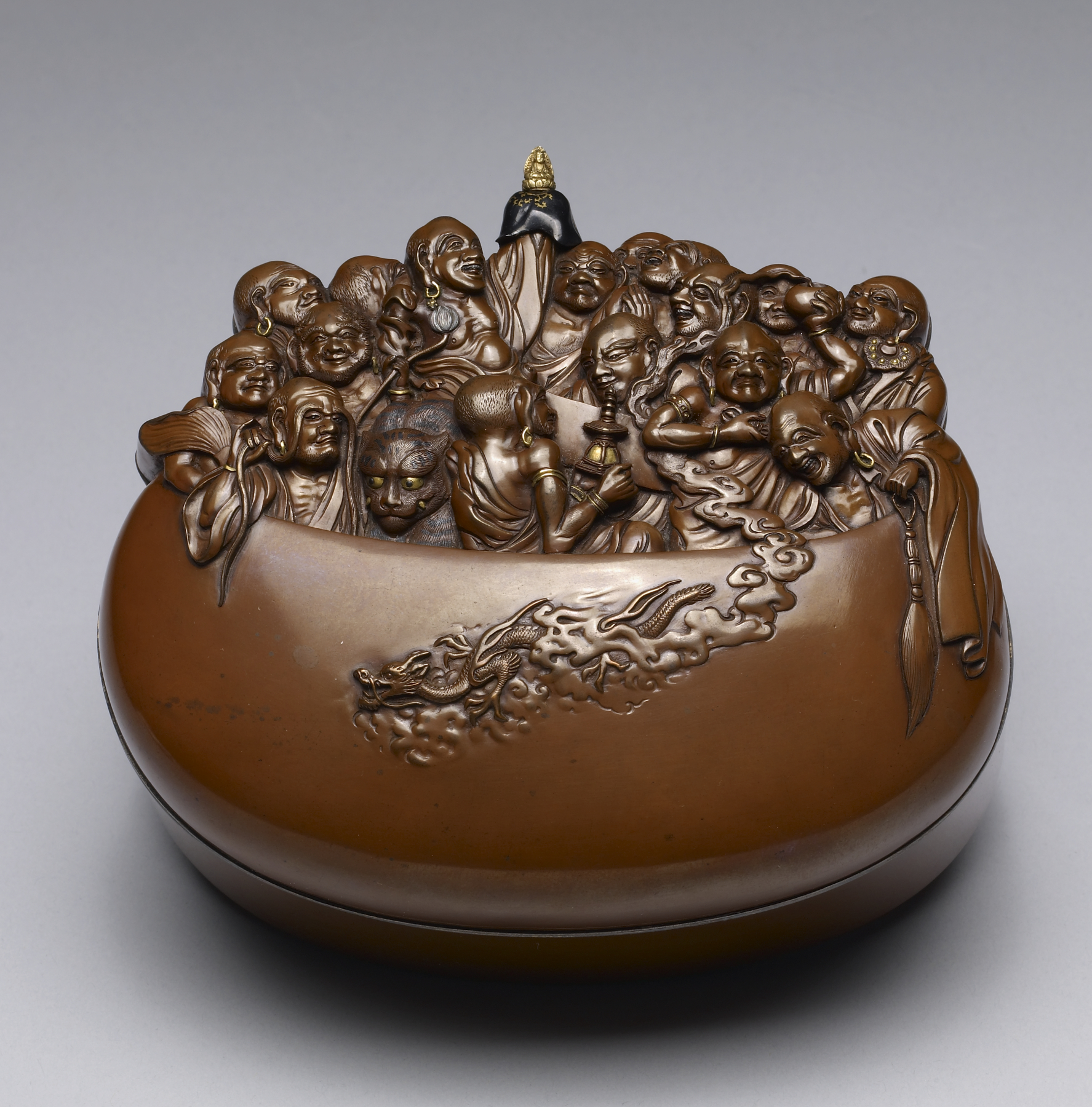
Hộp gỗ khắc hinh tượng 16 La hán trong bát
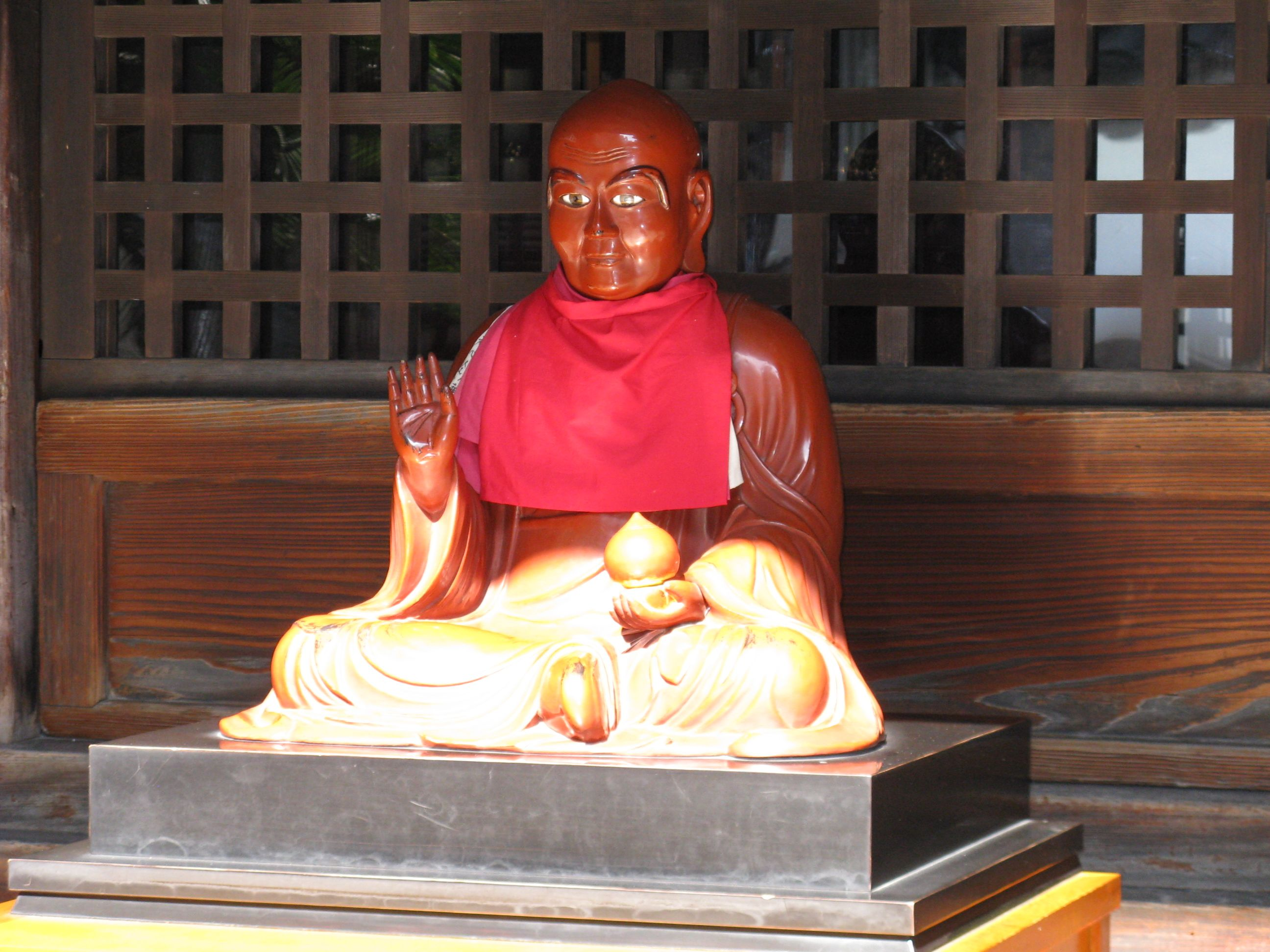
Tượng La hán Tân-đầu-lư-bạt-la-nọa-xà (Binzuru) trong một ngôi đến tại Osaka, Nhật Bản.
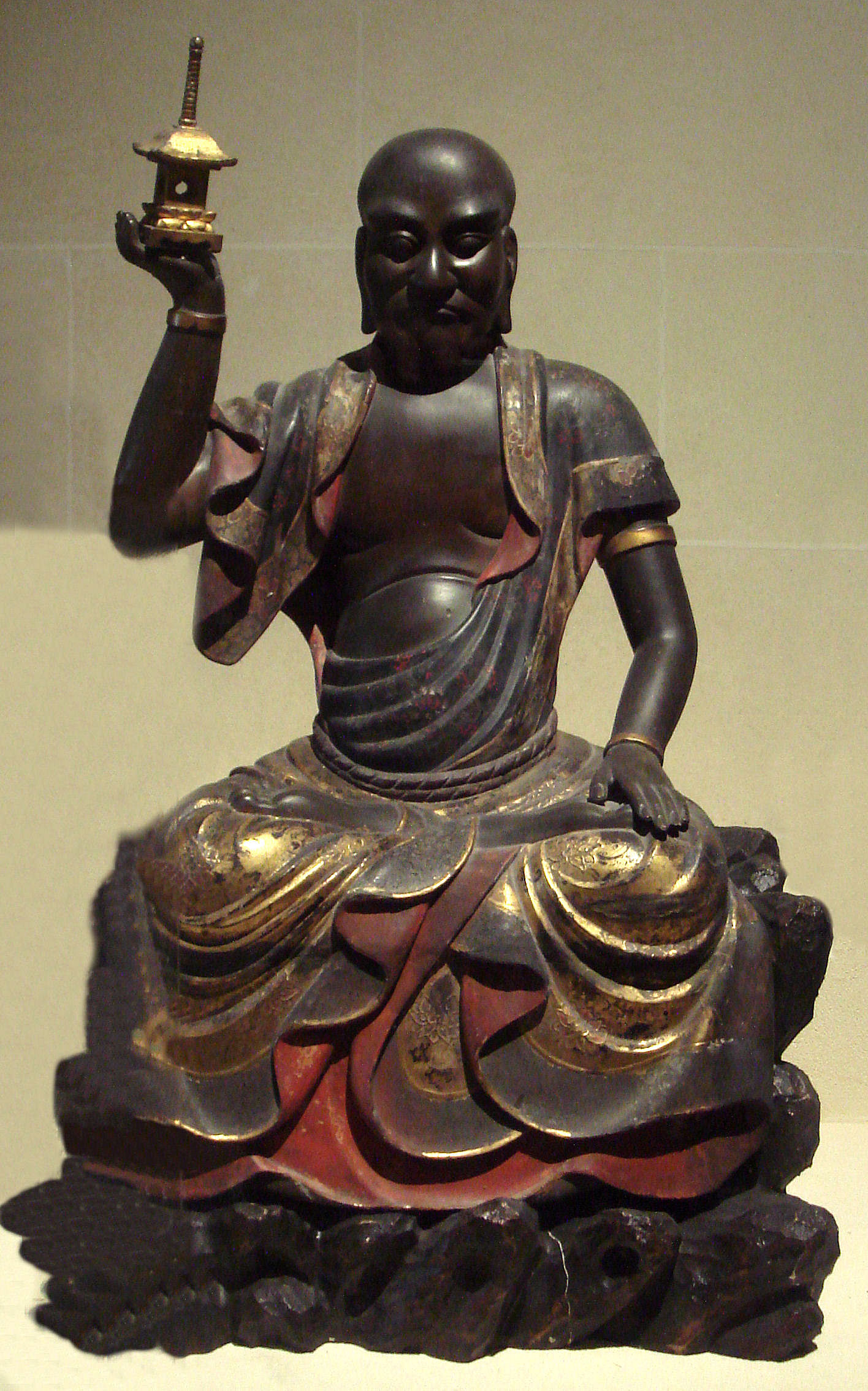
Tượng La hán Nhân-yết-đà (Ingada) đang giữ một bảo tháp stupika trong tay phải.
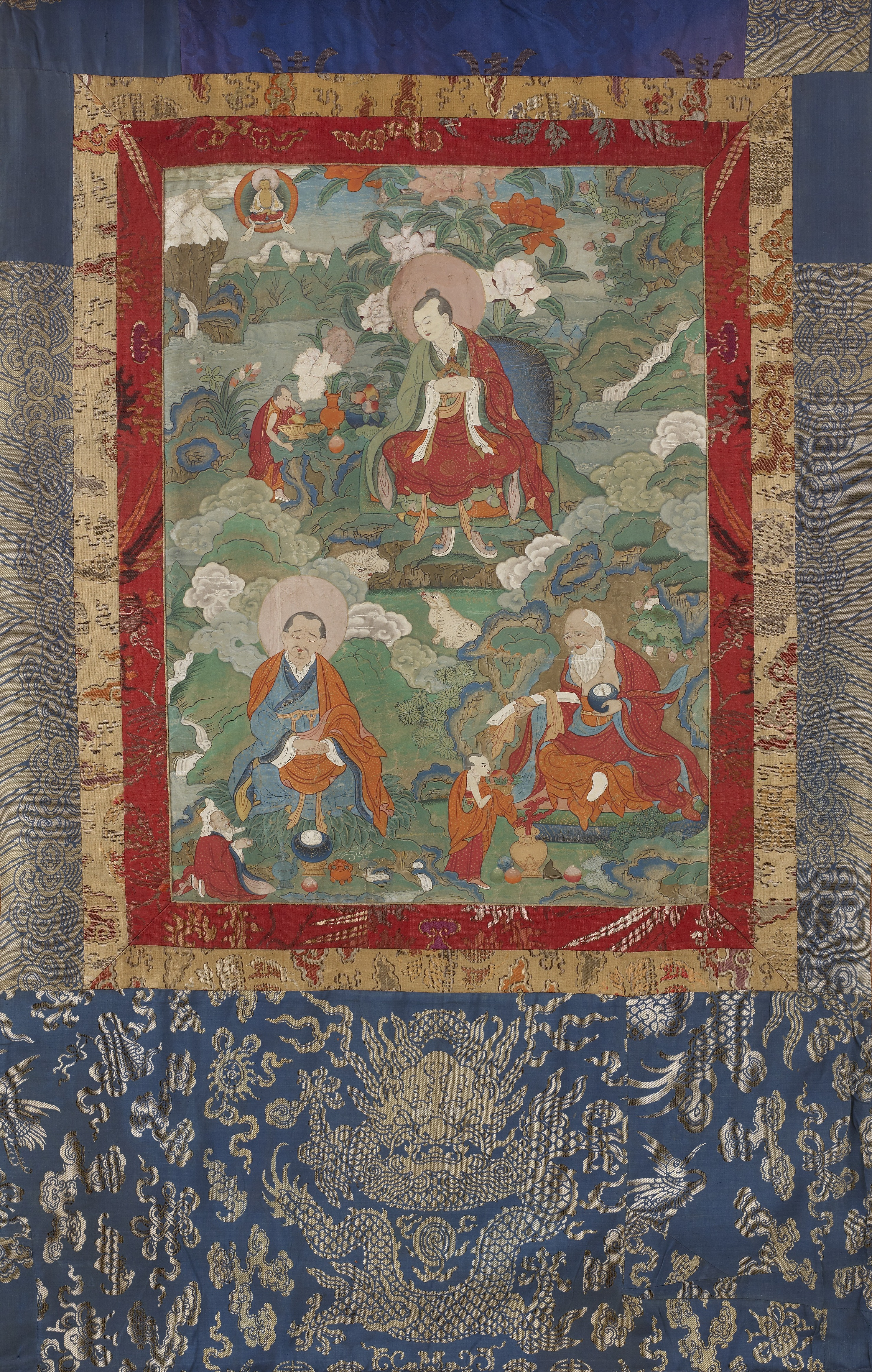
Các La hán La-hầu-la, Chú-đà-bán-thác-ca và Tân-đầu-lư
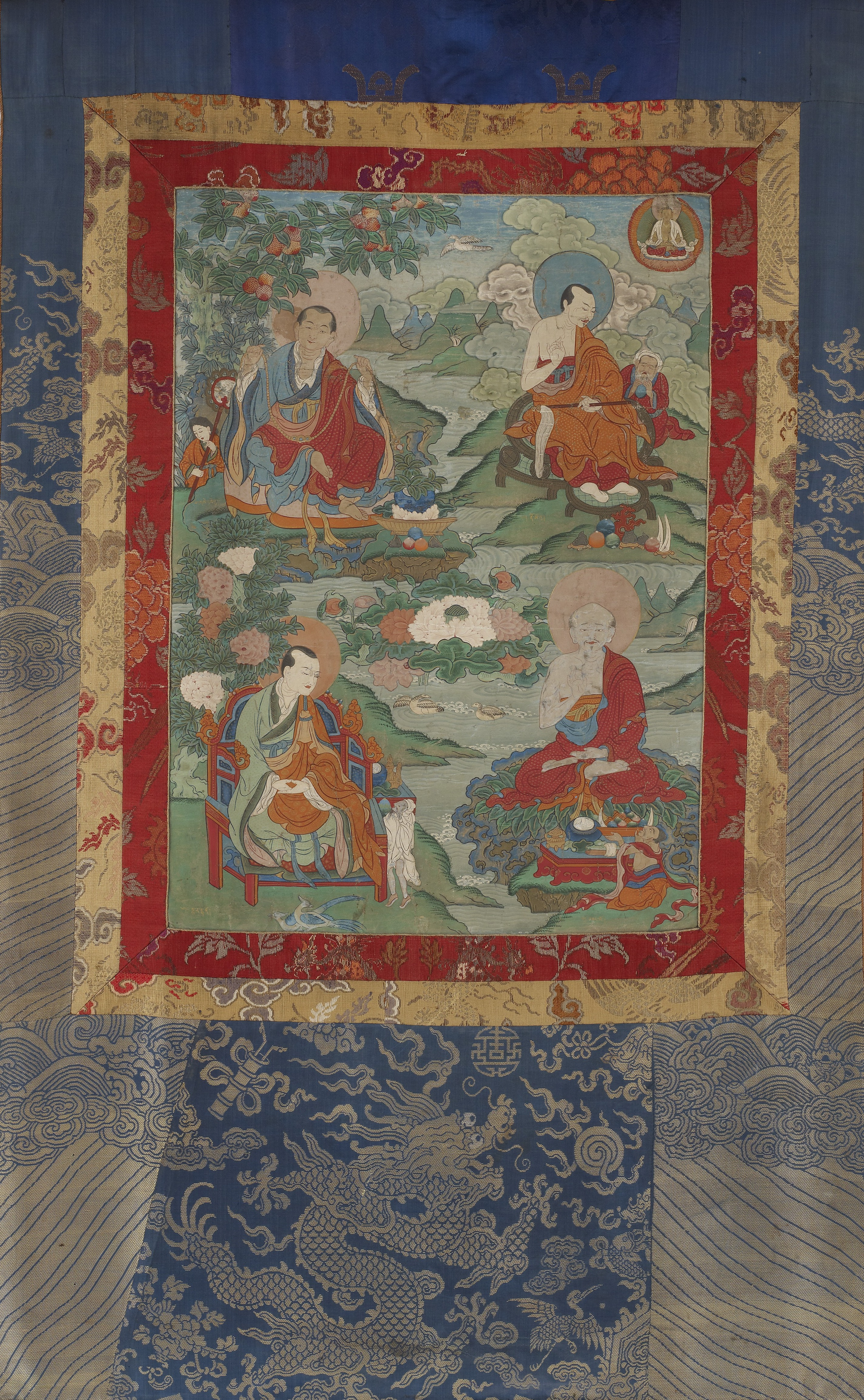
Các La hán Ca-nặc-ca-phạt-sa, Phạt-xà-la-phất-đa-la, Ca-nặc-ca Bạt-ly-đọa-xà và Bạt-đà-la
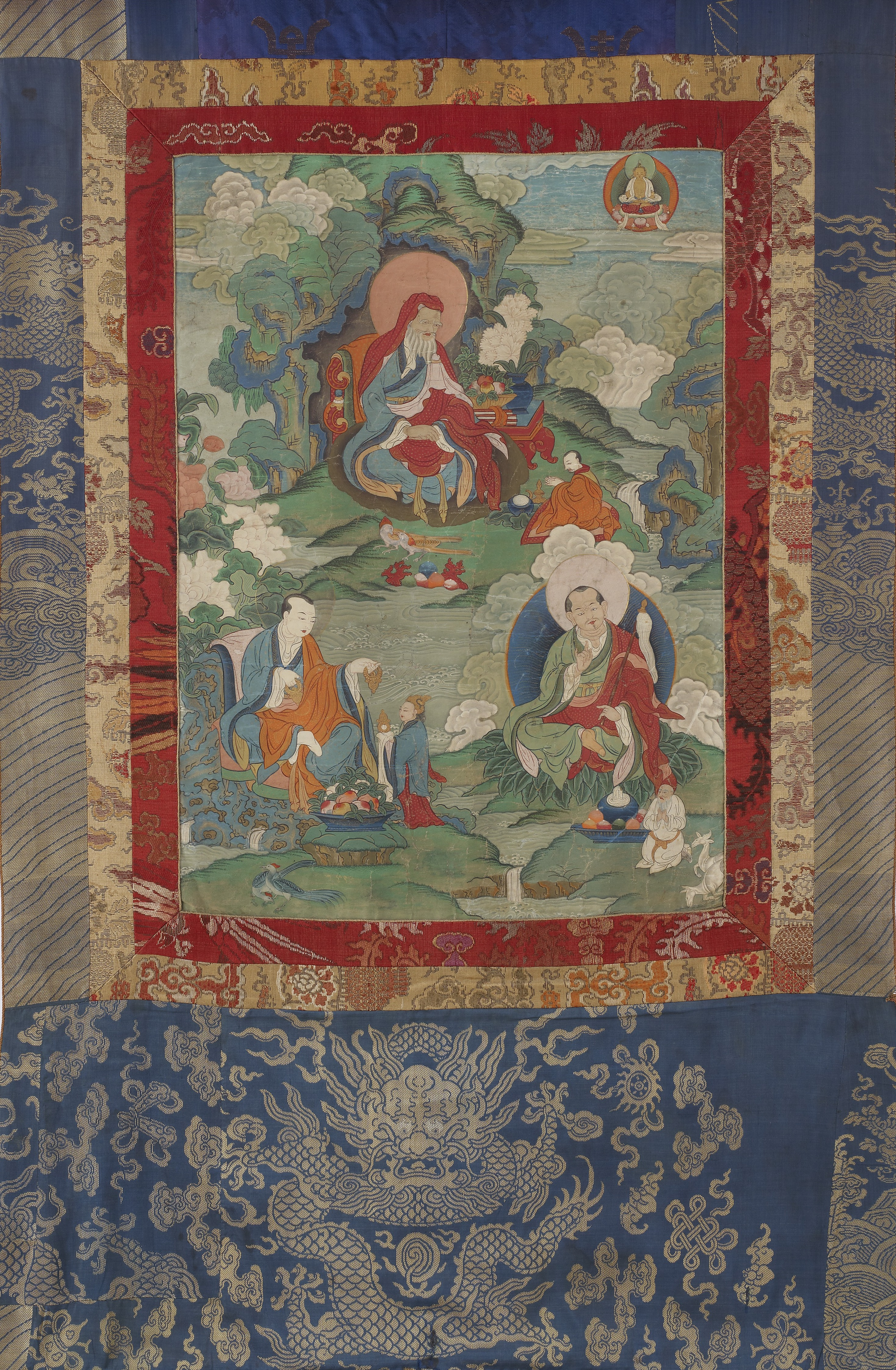
Các La hán A-thị-đa, Ca-lý-ca và Phạt-na-bà-tư
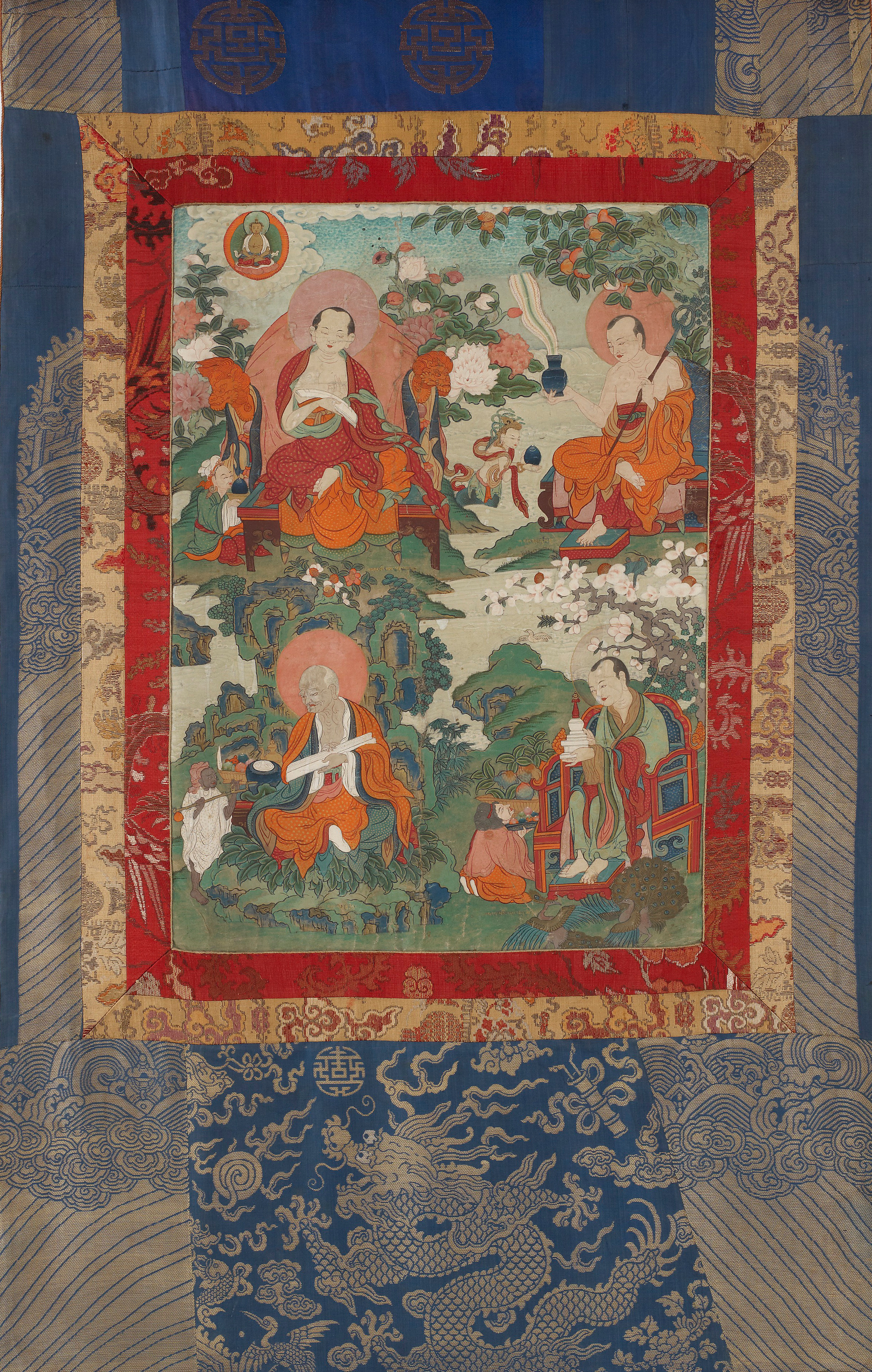
Các La hán Bán-thác-ca, Na-già-tê-na, Thú-bác-ca và Tô-tần-đà
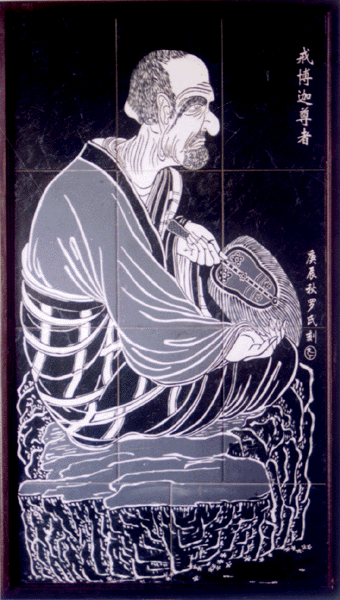
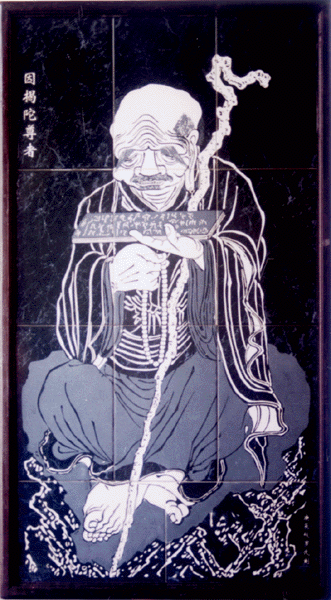
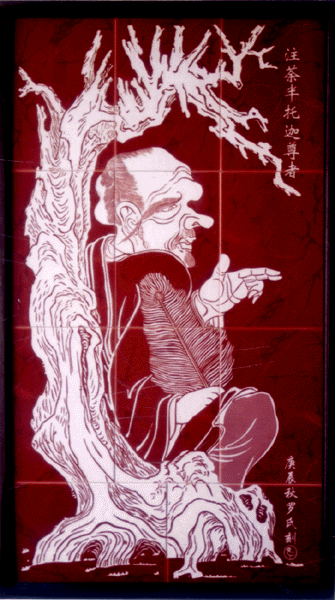
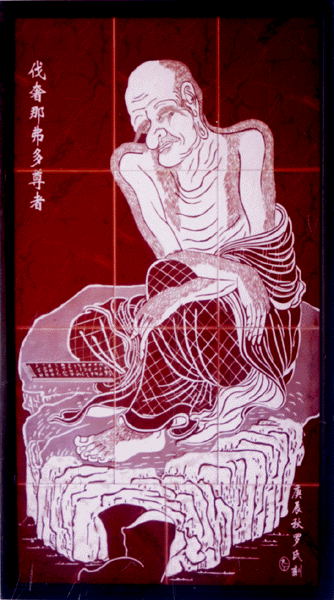
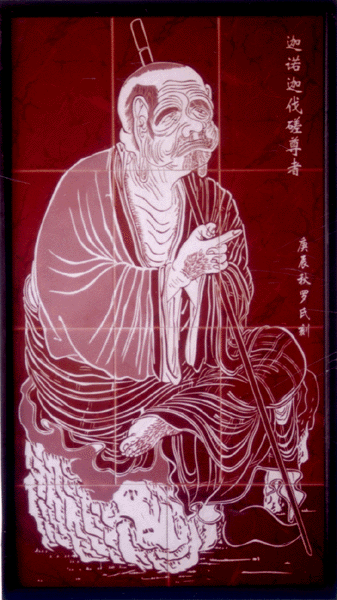
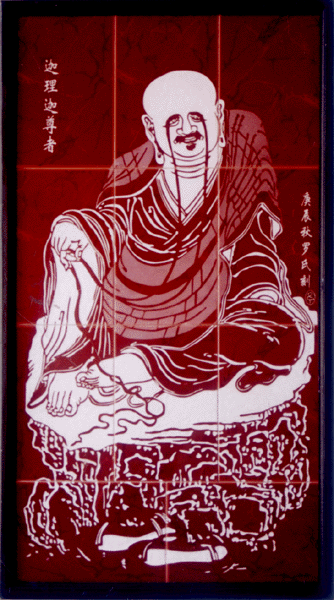
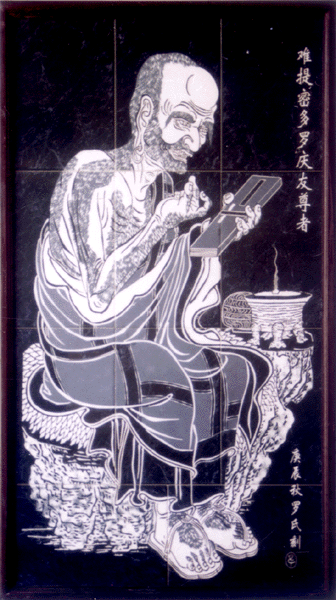
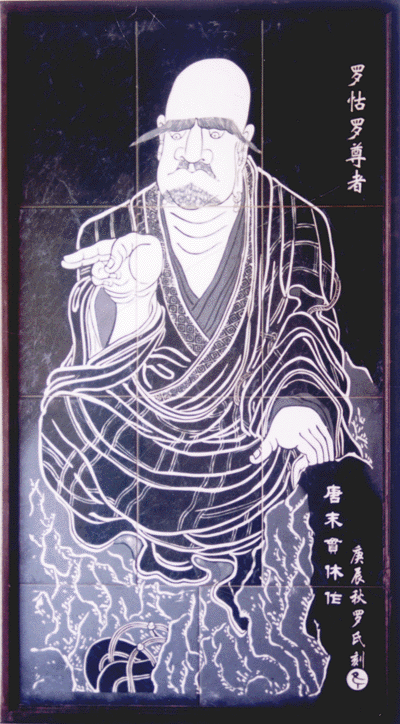
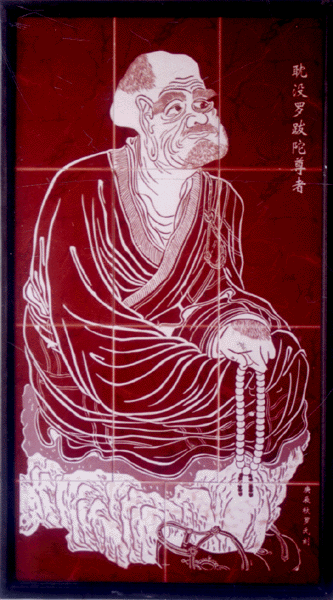
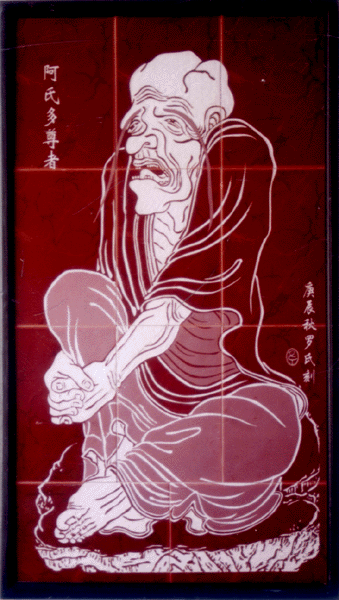
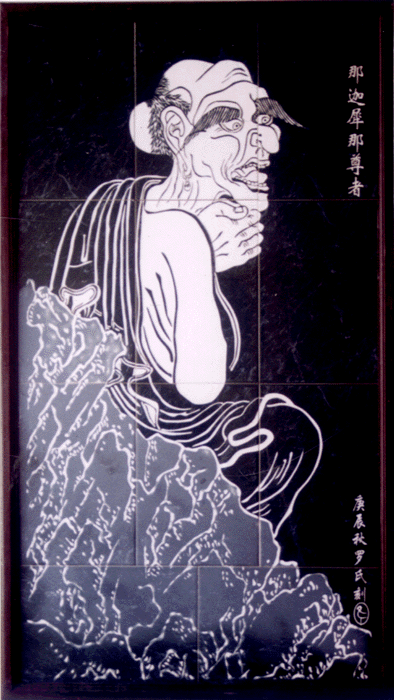
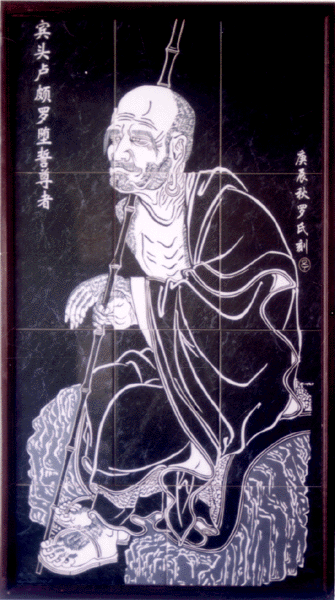
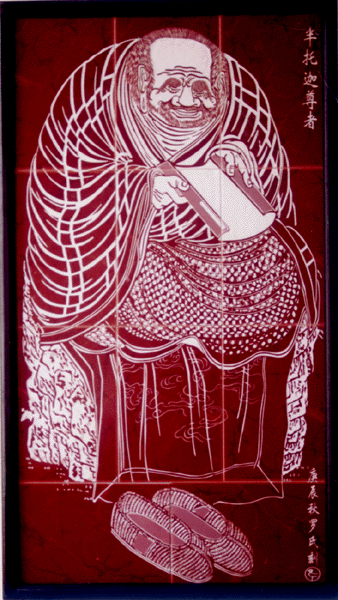
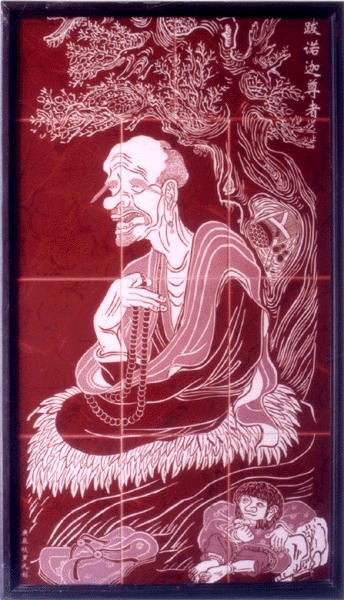
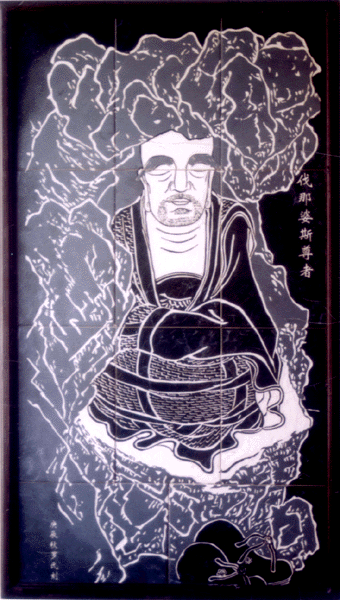
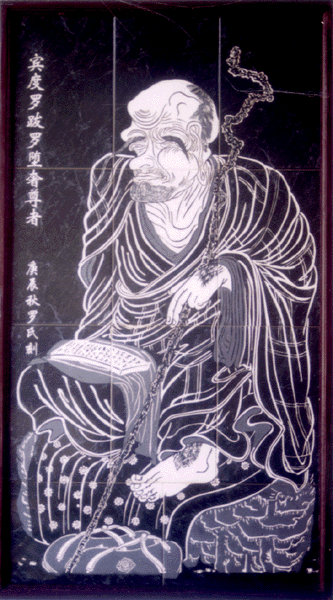